# Edmond Koyanouba

Edmond Koyanouba (Ndjamena, Chad, 10 de enero de 1995) es un jugador de baloncesto chadiano que actualmente pertenece a la plantilla de CBI ELCHE X MAXIWATT  de Liga EBA. Con una altura oficial de 2,10 metros, juega en la posición de pívot. Es internacional absoluto con la selección nacional de Chad.

## Trayectoria
Abandonó su país de origen, Chad, con 16 años tras ser ojeado por un campus de Sergie Ibaka. Gracias a ello fue reclutado en 2012 por el Club Baloncesto Peixefresco Marín. El jugador de Chad permaneció en el club gallego hasta 2013 y del que posteriormente pasó a CB La Sidreia Ferrol, disputando con ambos la Liga EBA.
En la temporada 2014/15 firma por el Club Baloncesto Ciudad de Valladolid debutando así en LEB Oro, en el mes de febrero de 2015 fue convocado para jugar con su selección la fase de clasificación del Afrobasket 2015.
En 2015/16 ficha en la Liga Leb Plata con el Club Baloncesto Peixefresco Marín, aunque abandonó el equipo en el mes de enero de 2016 para firmar por el Real Murcia Baloncesto de Liga EBA, equipo con el que llega a jugar su primera fase de ascenso a la liga Leb Plata.
En la temporada 2016/2017 firma por el CB Andújar de liga EBA.
En la temporada 2017/2018 firma por el Unión Linense de Baloncesto de Liga EBA,convirtiéndose en uno de los jugadores más destacados de la competición tras promediar 10,2 puntos, 13,9 rebotes (mejor del grupo) y 21,8 tantos de valoración (segundo mejor) por encuentro.
En la temporada 2018/2019 firma por el CD UDEA Algeciras de Liga EBA, convirtiéndose en uno de los jugadores más destacados del equipo y logrando el Ascenso a la liga Leb Plata.
Su buen rendimiento permite su fichaje en la temporada 2019/2020 por el C.B. Enrique Soler de Liga EBA con el que promedio 25 minutos, 13.5 puntos, 11.3 rebotes y una valoración de 22.6 en Liga LEB Plata.
Durante la misma temporada debuta con el Club Melilla Baloncesto de Liga LEB Oro equipo con el que realizó la pretemporada dejando buenas sensaciones y eso le llevó a debutar en la primera jornada de la liga logrando una gran actuación.
En julio de 2020, el jugador firma por el Club Bàsquet L'Hospitalet de la Liga LEB Plata.
En agosto de 2021, el jugador firma por el Damex Udea Algeciras de Liga LEB Plata.
En agosto de 2022, el jugador firma por el Huelva Comercio Viridis de Liga EBA, siendo el jugador con mejor eficiencia de la competición y consiguiendo el ascenso a LEB PLATA 
En agosto de 2023, el jugador firma por el CBI ELCHE X MAXIWATT de Liga EBA, magnífica temporada en la que acaba siendo el mejor pivote del grupo, segundo más valorado del grupo y segundo máximo reboteador con una media de 22,4, siendo MVP de muchas jornadas de la competición.
En agosto de 2024, el jugador firma por el Club Bàsquet L'Hospitalet de Tercera Feb